# Epilecta lutosa
Epilecta lutosa är en fjärilsart som beskrevs av Otto Staudinger 1901. Epilecta lutosa ingår i släktet Epilecta och familjen nattflyn. Inga underarter finns listade i Catalogue of Life.